# Sagina decumbens
Sagina decumbens är en nejlikväxtart som först beskrevs av Ell., och fick sitt nu gällande namn av John Torrey och Samuel Frederick Gray. Sagina decumbens ingår i släktet smalnarvar, och familjen nejlikväxter.

## Underarter
Arten delas in i följande underarter:
- S. d. decumbens
- S. d. occidentalis